# Eduard Löhnert
Eduard Löhnert (13. června 1872 Velká Štáhle – 31. března 1937 Velká Štáhle) byl československý politik německé národnosti a meziválečný senátor Národního shromáždění ČSR za Sudetoněmeckou stranu.

## Biografie
Jeho otec byl rolníkem, pekařem a mlynářem. Podle jiného zdroje byl otec továrníkem. Eduard Löhnert absolvoval nižší reálku v Rýmařově a vyšší státní školu živnostenskou pro stavbu strojů v Bílsku. Získal titul diplomovaného inženýra. Sloužil u rakousko-uherského námořnictva. Po návratu do civilního života působil jako podnikatel. Vstoupil jako společník do firmy Eduard Löhnert a syn. Byl členem obecního zastupitelstva rodné obce, za první světové války zde byl i starostou. Angažoval se v místních spolcích. Byl členem místní školní rady a správní rady místní družstevní záložny. Působil v školském spolku Deutscher Schulverein pro severní Moravu a spolku Schutzverein.
V parlamentních volbách v roce 1935 získal senátorské křeslo v Národním shromáždění. V senátu setrval do své smrti roku 1937. Jako náhradník pak za něj nastoupil Karl Bartl. Profesí byl výrobcem strojů ve Velké Štáhli.